# John N. Kennedy
John Neely Kennedy (21 de noviembre de 1951) es un abogado y político estadounidense que se ha desempeñado como Senador de los Estados Unidos de Luisiana  desde 2017. De 2000 a 2017, se desempeñó como Tesorero del Estado de Luisiana. Kennedy fue miembro del Partido Demócrata hasta 2007, cuando cambió su afiliación al Republicano.
Nacido en Centreville, Misisipi, Kennedy se graduó de la Universidad de Vanderbilt y de la Facultad de Derecho de la Universidad de Virginia antes de asistir al Magdalen College, Oxford. Fue miembro del personal del gobernador Buddy Roemer antes de postularse sin éxito para fiscal general del estado en las elecciones de 1991. En 1999 fue elegido tesorero del estado; fue reelegido para ese puesto en 2003, 2007, 2011 y 2015. Kennedy fue un candidato fallido para el Senado de los Estados Unidos en 2004 y 2008. En 2007, cambió de partido y se convirtió en republicano.
En las elecciones al Senado de los Estados Unidos de 2016 en Luisiana, cuando el senador David Vitter optó por no buscar la reelección, Kennedy volvió a postularse para el Senado. Terminó primero en la primaria general no partidista de noviembre y derrotó al demócrata Foster Campbell 61%–39% en la segunda vuelta de diciembre. Prestó juramento el 3 de enero de 2017. Kennedy fue uno de los seis senadores republicanos que objetaron el recuento de votos del Colegio Electoral de los Estados Unidos de 2021 de los electores de Arizona en las elecciones presidenciales de 2020.
Fue reelegido para el Senado de los Estados Unidos en 2022, derrotando a doce oponentes con el 62 % de los votos en la primera vuelta.

## Primeros años y educación
Kennedy nació en Centreville, Misisipi y se crio en Zachary, Luisiana. Después de graduarse de la Zachary High School como co-valedictorian en 1969, ingresó en la Universidad de Vanderbilt, donde su especialización interdepartamental fue en ciencias políticas, filosofía y economía. Se graduó magna cum laude.
En Vanderbilt, Kennedy fue elegido presidente de su clase superior y nombrado miembro de Phi Beta Kappa. Recibió un Juris Doctor en 1977 de la Facultad de Derecho de la Universidad de Virginia, donde fue editor ejecutivo de Virginia Law Review y elegido miembro de la Orden de la Cofia, una sociedad de honor para los graduados de la facultad de derecho en los Estados Unidos. En 1979, obtuvo una Licenciatura en Derecho Civil con honores de primera clase de Magdalen College, Oxford, donde estudió con Sir Rupert Cross y J. HC Morris.[cita requerida]

## Carrera temprana
Kennedy era socio del bufete de abogados de Nueva Orleans Chaffe McCall. También se desempeñó como profesor adjunto en el Centro de Derecho Paul M. Hebert de la Universidad Estatal de Luisiana en Baton Rouge de 2002 a 2016.

## Carrera política temprana
En 1988, Kennedy se convirtió en asesor especial del gobernador Buddy Roemer. En 1991, fue nombrado secretario del gabinete y ocupó ese cargo hasta 1992. En 1991, fue candidato demócrata para fiscal general del estado para suceder al William J. Guste.
Después de su primera etapa en el gobierno estatal, Kennedy volvió a ejercer la abogacía privada hasta 1996. Ese año, fue nombrado secretario del Departamento de Ingresos del estado en el gabinete del gobernador Mike Foster.
Kennedy era socio del bufete de abogados de Nueva Orleans Chaffe McCall. También se desempeñó como profesor adjunto del Centro de Derecho Paul M. Hebert de la Universidad Estatal de Luisiana en Baton Rouge de 2002 a 2016.

## Tesorero de Luisiana

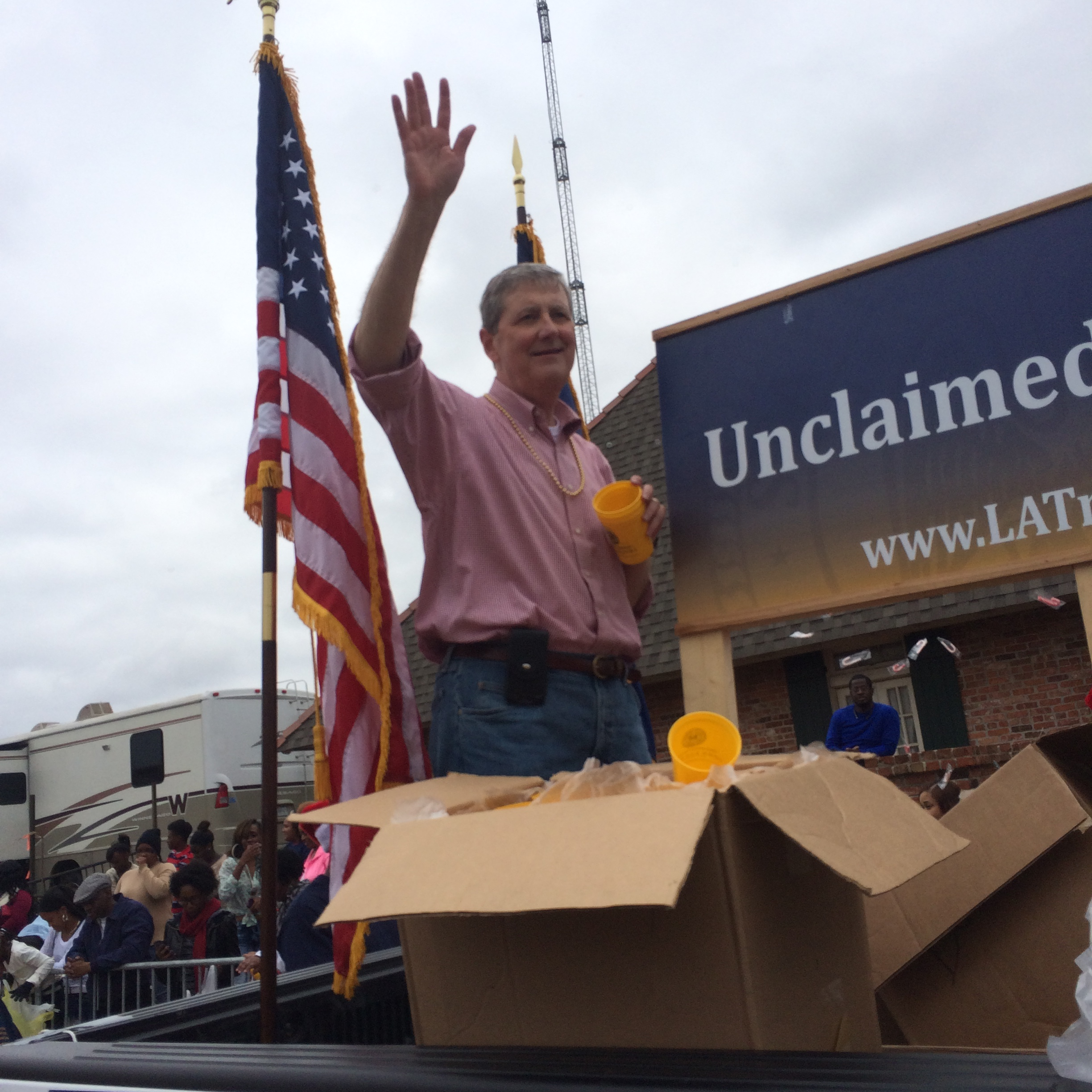
Kennedy en el Natchitoches Desfile de Navidad en 2014

Kennedy dejó la administración de Foster cuando fue elegido Tesorero del Estado de Luisiana en 1999, habiendo derrocado al demócrata titular Ken Duncan, 621.796 votos (55,6%) contra 497.319 (44,4%). Kennedy fue reelegido tesorero sin oposición en 2003, 2007 y 2011. En 2015, derrotó a su único rival con el 80 % de los votos.
En las elecciones de 2004, Kennedy respaldó al candidato presidencial demócrata John Kerry sobre George W. Bush.
Después de ser cortejado por el Partido Republicano durante meses, Kennedy declaró en una carta a sus electores que dejaría el Partido Demócrata y se uniría a los Republicanos, a partir del 27 de agosto de 2007. En su carta, afirmó que volvería a postularse para tesorero estatal. 
Durante su tercer mandato como tesorero estatal, Kennedy ideó un plan de 24 puntos mediante el cual el estado podría ahorrar dinero. El gobernador Bobby Jindal dijo que Kennedy podría "optimizar" su propio departamento. Muchas de las ideas de Kennedy se derivaron de la Comisión de Luisiana para la Racionalización del Gobierno, en la que se desempeñó en su capacidad oficial como tesorero del estado.

## Campañas para el Senado de los Estados Unidos

### 2004
En 2004, Kennedy se postuló para el escaño en el Senado de los Estados Unidos ocupado por John Breaux, quien se jubilaba. Se postuló como demócrata en las primarias del estado, perdiendo ante el republicano David Vitter y el demócrata Chris John. Vitter ganó las elecciones por completo.

### 2008
Kennedy volvió a postularse para el Senado en 2008, esta vez como republicano. Fue derrotado, 52,1% contra 45,7%, por la senadora demócrata titular Mary Landrieu; el mismo año, el candidato presidencial republicano John McCain en las Elecciones presidenciales de Estados Unidos de 2008 derrotó a Barack Obama en Luisiana, pero Obama resultó elegido.

### 2016

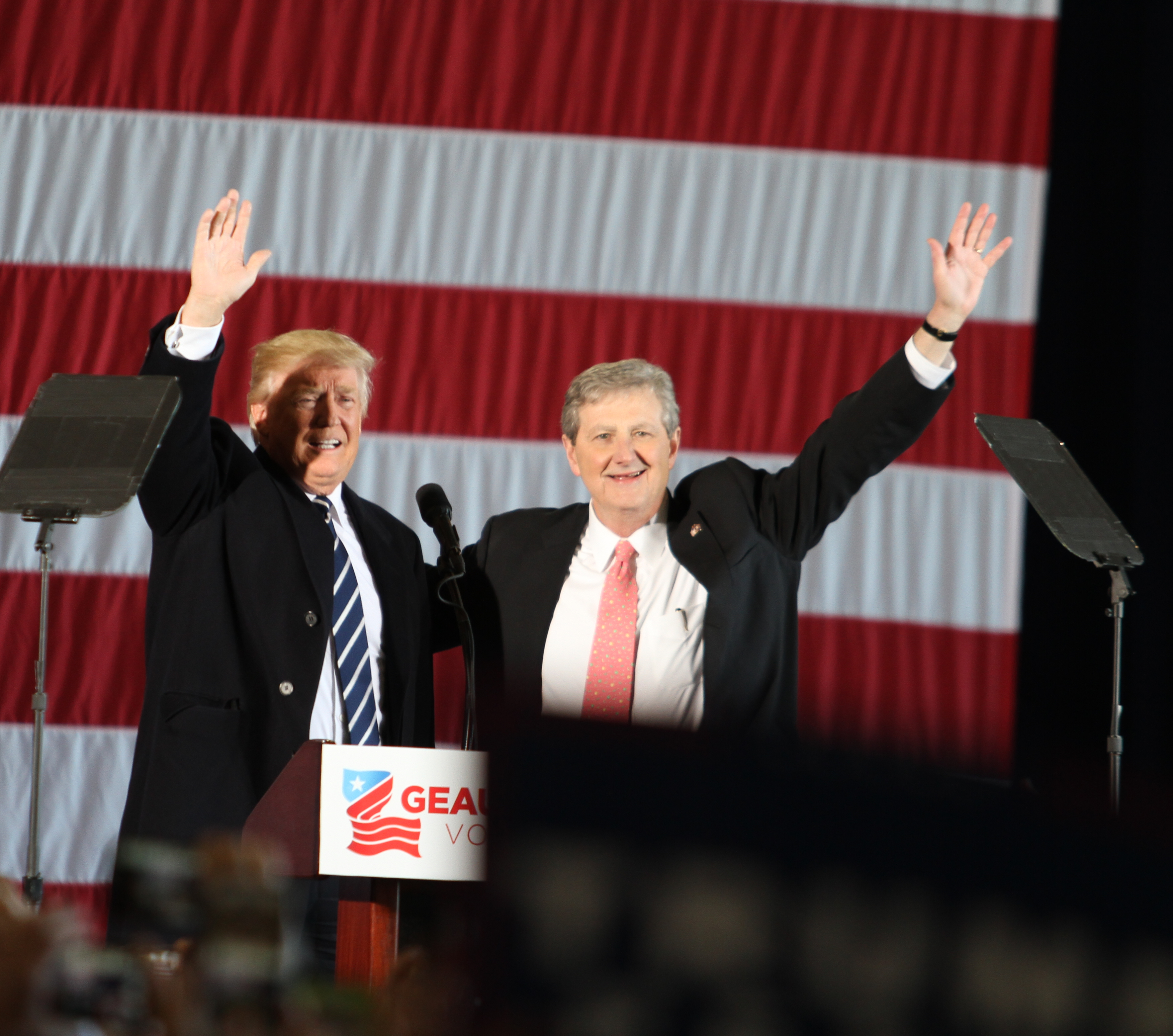
Entonces-presidente electo Donald Trump y Kennedy haciendo campaña en Baton Rouge

El 26 de enero de 2016, Kennedy lanzó una tercera candidatura para un escaño en el Senado. En su búsqueda por suceder a Vitter, quien se jubila, se enfrentó a más de 20 oponentes. Vitter había anunciado su próxima jubilación del Senado en 2015 después de perder una candidatura a gobernador ante John Bel Edwards.
La campaña senatorial de Kennedy fue respaldada por la Cámara de Comercio de Estados Unidos, la Federación Nacional de Empresas Independientes, la Asociación Nacional del Rifle, el Comité Nacional del Derecho a la Vida, la Unión Conservadora Estadounidense, el vicepresidente electo Mike Pence y el presidente electo Donald Trump. Kennedy, que había apoyado a Vitter para gobernador el año anterior, ganó las primarias en la jungla y se enfrentó al demócrata Foster Campbell en una segunda vuelta el 10 de diciembre. El presidente electo Donald Trump-que había recibido el apoyo de Kennedy en las elecciones presidenciales de 2016-hizo campaña por Kennedy el día antes de la segunda vuelta. Kennedy derrotó a Campbell por 536.204 votos (61%) frente a 347.813 (39%). Perdió las parroquias más pobladas de Orleans y East Baton Rouge, en las que se había criado, pero fue un ganador arrollador en la parroquia natal de Campbell, Bossier.

### 2022
Kennedy fue reelegido en 2022, derrotando a doce oponentes en unas primarias abiertas con el 62% de los votos en la primera vuelta.

## Senado de los Estados Unidos (2017-presente)

### 115.º Congreso (2017-2019)

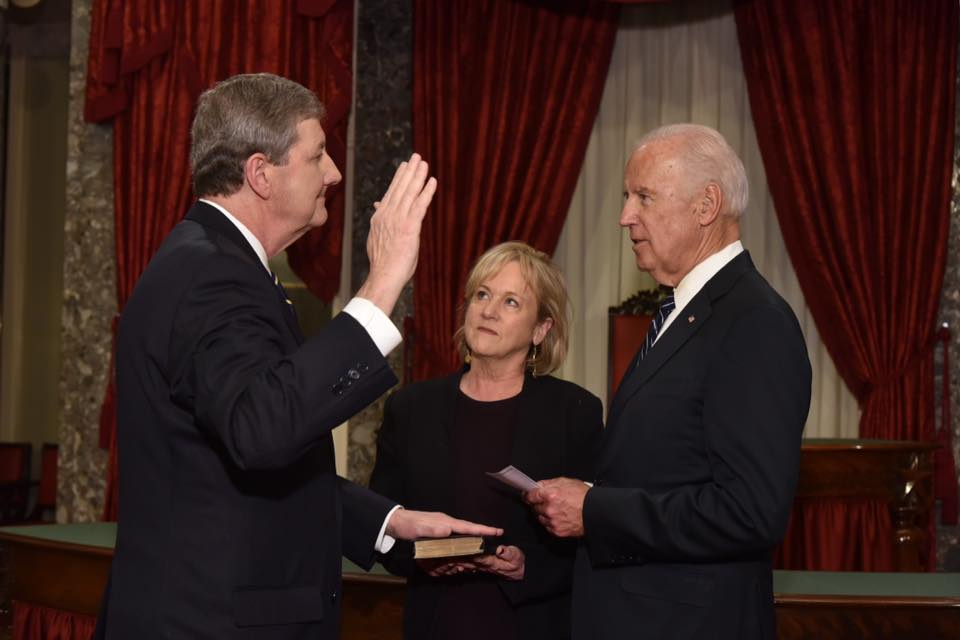
Kennedy jurando su cargo como senador estadounidense junior de Luisiana ante el vicepresidente saliente Joe Biden en la Cámara del Antiguo Senado del Capitolio de los Estados Unidos el 3 de enero de 2017

Kennedy juró su cargo como senador estadounidense junior de Luisiana el 3 de enero de 2017. Había dimitido de su cargo como tesorero del estado ese mismo día.
En junio de 2017, Kennedy "interrogó" a la Secretaria de Educación Betsy DeVos en una audiencia ante el subcomité de Asignaciones de Trabajo, Salud y Servicios Humanos, Educación y Agencias Relacionadas. En el intercambio, contrastó la falta de opciones escolares disponibles para los alumnos más jóvenes en muchas zonas rurales del país con las numerosas marcas de mayonesa disponibles en las tiendas de comestibles: "Ahora puedo ir a mi tienda de comestibles de Capitol Hill y elegir entre seis tipos diferentes de mayonesa. ¿Cómo es que no puedo hacer eso por mi hijo?". preguntó Kennedy. El comentario atrajo la atención nacional. DeVos replicó que la propuesta presupuestaria de la administración Trump daría a padres y alumnos más poder y oportunidades para que la educación estadounidense volviera a ser "la envidia del mundo". Kennedy atrajo comentarios por su forma de actuar en el Senado. Un artículo de Huffington Post de enero de 2018 informaba: "Desde que fue elegido senador hace un año, Kennedy [...] se ha hecho un nombre en Capitol Hill con su ingenio, humor y afición por las expresiones campechanas, una hazaña notable en un lugar donde la jerga y el procedimiento arcano tienden a reinar".
Kennedy recibió una amplia atención de los medios después de que cruzó las líneas partidistas para oponerse al nombramiento de tres de los U.S. Tribunal de Distrito candidatos judiciales que Kennedy creía que no estaban calificados: Jeff Mateer, Brett Talley, y Matthew S. Petersen. La Casa Blanca retiró las tres nominaciones. El 13 de diciembre de 2017, durante la audiencia de confirmación de Petersen ante el Comité Judicial del Senado de los Estados Unidos, Kennedy le preguntó a Petersen sobre el procedimiento legal básico, si sabía qué era el estándar de Daubert y qué era un motion in limine. Petersen tuvo problemas para responder. Kennedy también votó en contra de la nominación de Gregory G. Katsas al Circuito de D.C., pero Katsas fue confirmado .
Antes de la elección a gobernador de Luisiana de 2019, Kennedy fue mencionado como posible candidato a gobernador en las primarias contra el titular demócrata John Bel Edwards, pero el 3 de diciembre de 2018 , dijo que prefería permanecer en el Senado y no se postularía para gobernador.

### 116.º Congreso (2019–2021)
En marzo de 2019, Kennedy presentó la Ley de Responsabilidad de las Empresas Extranjeras, que fue promulgada por el presidente Trump el 18 de diciembre de 2020. La ley prohíbe que cualquier empresa cotice en una bolsa de valores estadounidense si se niega a permitir que la Junta de Supervisión de Contabilidad de Empresas Públicas audite sus informes privados anuales. auditoría durante tres años consecutivos. También requiere que las empresas revelen si son propiedad de un gobierno extranjero.
Después de la muerte de la jueza Ruth Bader Ginsburg en 2020, Kennedy apoyó la nominación de Trump de Amy Coney Barrett para llenar la vacante en la Corte Suprema. Kennedy votó para confirmar a Barrett, y en una entrevista en al presentador estadounidense Tucker Carlson, dijo: "Tendrías que estar como un loco para pensar que ella no está calificada". Tras su confirmación el 26 de octubre, la aplaudió como una "victoria de nuestros fundadores".
El 10 de marzo de 2021, el Centro para la Legislación Efectiva clasificó a Kennedy como uno de los diez senadores republicanos más efectivos del Congreso 116 y el senador republicano más efectivo en las áreas de comercio, educación y comercio.

### 117.º Congreso (2021–2023)
Kennedy y otros 11 senadores republicanos dijeron que se opondrían a los votos electorales de ciertos estados en el recuento de votos del Colegio Electoral de Estados Unidos de 2021 el 6 de enero de 2021 , a menos que la votación haya sido auditada. Estaba participando en la certificación cuando los partidarios de Trump asaltaron el Capitolio de los Estados Unidos. Llamó al ataque "despreciable y vergonzoso" y pidió a los alborotadores que "vayan a la cárcel y paguen por la destrucción que causaron". Cuando se aseguró el Capitolio y el Congreso volvió a completar la certificación, Kennedy se opuso a la certificación de los votos electorales de Arizona.
El 28 de mayo de 2021, Kennedy votó en contra de la comisión del 6 de enero propuesta por la presidenta de la Cámara de Representantes Nancy Pelosi para investigar el ataque del 6 de enero. La comisión no logró ganar terreno, pero la Cámara luego propuso con éxito el comité del 6 de enero como alternativa.
El 29 de julio de 2021, el presidente Joe Biden promulgó la Ley DUMP Opioides de Kennedy, la octava pieza legislativa de Kennedy que se convierte en ley en su primer mandato como senador de EE. UU. Kennedy ha escrito más proyectos de ley convertidos en ley que cualquier otro senador en su primer mandato de Luisiana solo por detrás de Newton Blanchard.
El 7 de abril de 2022, Kennedy votó en contra de la nominación de Ketanji Brown Jackson a la Corte Suprema para suceder a Stephen Breyer, quien se jubilaba. En la audiencia, dijo que "encontró a la jueza Jackson inteligente, bien versada en la ley y extraordinariamente hábil y astuta en su capacidad para hablar extensamente sin decir nada sustancial sobre cuestiones críticas, especialmente los límites del poder judicial". y la importancia de la contención judicial", y agregó: "No estoy de acuerdo con la jueza en donde, con base en sus opiniones, traza los límites del poder judicial, y no creo que le dé tanta importancia como yo hacer sobre la restricción judicial en un sistema madisoniano de controles y equilibrios y separación de poderes y, por esa razón, votaré no".

### 118.º Congreso (2023-presente)
A fines de 2022, nuevamente se especuló que Kennedy podría postularse para gobernador en las elecciones de gobernador de Luisiana de 2023, cuando Edwards iba a cumplir su límite de mandato, pero terminó con los rumores en el segundo día del 118.º Congreso al anunciar que nuevamente preferiría permanecer en el Senado.
El 25 de enero de 2023, Kennedy interrogó a la candidata judicial de Biden Charnelle Bjelkengren sobre cuestiones básicas sobre la Constitución de los Estados Unidos, si podía enunciar las funciones de los Artículos V y II de la Constitución de los Estados Unidos, y si podría definir el propositismo y la teoría de la legislatura estatal independiente. Bjelkengren no respondió las cuatro preguntas. Después de la audiencia, Kennedy le dijo a un reportero local en NBC News, "Algunos de estos nominados que se han visto obligados en los últimos dos años no tienen por qué estar cerca de un banco federal; no tienen por qué estar cerca de un banco del parque". En 2023, el senador John Kennedy provocó una disputa diplomática con México después de que dijo: "Sin la gente de Estados Unidos, México, en sentido figurado, estaría comiendo comida para gatos enlatada y viviendo en una tienda de campaña".
Asignaciones del comité
- Comité de Asignaciones del Senado de los Estados Unidos
  - Subcomité de Asignaciones de Agricultura, Desarrollo Rural, Administración de Alimentos y Medicamentos y Agencias Relacionadas del Senado de los Estados Unidos
  - Subcomité de Asignaciones de Comercio, Justicia, Ciencia y Agencias Relacionadas del Senado de los Estados Unidos
  - Subcomité de Asignaciones del Senado de los Estados Unidos para el Desarrollo de la Energía y el Agua
  - Subcomité de Asignaciones de Servicios Financieros y Gobierno General del Senado de los Estados Unidos
- Comité de Banca, Vivienda y Asuntos Urbanos del Senado de los Estados Unidos
  - Subcomité Bancario de Política Económica del Senado de los Estados Unidos
  - Subcomité Bancario del Senado de los Estados Unidos sobre Instituciones Financieras y Protección al Consumidor
  - Subcomité Bancario de Vivienda, Transporte y Desarrollo Comunitario del Senado de los Estados Unidos
- Comité de Presupuesto del Senado de los Estados Unidos
- Comité del Poder Judicial del Senado de los Estados Unidos
  - Subcomité Judicial de Seguridad Fronteriza e Inmigración del Senado de los Estados Unidos
  - Subcomité Judicial del Senado de los Estados Unidos sobre Crimen y Terrorismo
  - Subcomité de Privacidad, Tecnología y Ley del Poder Judicial del Senado de los Estados Unidos
  - Subcomité de Propiedad Intelectual del Senado de los Estados Unidos
- Comité del Senado de los Estados Unidos sobre Pequeñas Empresas y Emprendimiento

 Caucus 
- Conferencia Republicana del Senado

## Posiciones políticas
Kennedy tiene una puntuación del 89 % para el Congreso 116 y una puntuación de por vida del 83 % de Heritage Action for America. El Centro de Responsabilidad Legislativa de la Unión Conservadora Estadounidense otorga a Kennedy una calificación de por vida de 83,74. Su calificación del Fondo Legislativo de Humane Society ha oscilado entre el 67 % (2019) y el 28 % (2017), con la última (2020) en 57 %. En infraestructura, la Asociación Nacional de Organizaciones Policiales de los Estados Unidos califica a Kennedy con un 60 % y la Federación Estadounidense del Trabajo y Congreso de Organizaciones Industriales le ha asignado una calificación del 8% en asuntos relacionados con los sindicatos.

### Derechos de los animales
Kennedy dijo que presentaría un proyecto de ley para "prohibir que las aerolíneas pongan animales en los compartimentos superiores" después de que un perro muriera en un compartimento superior mientras volaba United Airlines en marzo de 2018. Dijo que "los funcionarios enfrentarían multas significativas" si no cumplen. En marzo de 2018, Kennedy presentó el Welfare Of Our Furry Friends (WOOFF), pero el proyecto de ley murió en el comité.

### Aborto
Kennedy se "opone firmemente" al aborto. Apoyó la anulación de Roe contra Wade en 2022 y dijo: "La decisión de hoy de devolver el tema del aborto al pueblo estadounidense y a los estados corrige un error legal y moral".

### Emisiones de efecto invernadero
En 2019, Kennedy presentó la Ley Estadounidense de Innovación y Fabricación, copatrocinado por el senador Tom Carper como una enmienda a la ley estadounidense Ley de Innovación Energética. Ordenaría a la Agencia de Protección Ambiental que reduzca gradualmente la producción y el consumo de hidrofluorocarbonos durante los próximos 15 años. Los hidrofluorocarbonos son potentes gases de efecto invernadero que se utilizan principalmente como refrigerantes en refrigeradores y sistemas de aire acondicionado. La Ley Estadounidense de Innovación y Manufactura se convirtió en ley en diciembre de 2020 como parte del proyecto de ley anual de financiamiento del gobierno.

### Armas
Kennedy tiene una calificación "A" de la Asociación Nacional del Rifle (NRA), que lo respaldó durante su candidatura al Senado en 2016.

### Justicia penal
Kennedy se opuso a la Ley del primer paso, un proyecto de ley de reforma de la justicia penal bipartidista. El proyecto de ley fue aprobado 87-12 el 18 de diciembre de 2018.

### Neutralidad de la red
El 7 de marzo de 2018, Kennedy presentó un proyecto de ley que "prohibiría a empresas como Comcast y Verizon bloquear o limitar el contenido web". Fue uno de los tres senadores republicanos, junto con Susan Collins y Lisa Murkowski, que votaron con la totalidad de los demócratas caucus el 16 de mayo de 2018, para anular la derogación de la neutralidad de la red por parte de la FCC.

### Política exterior
En abril de 2018, Kennedy fue uno de los ocho senadores republicanos que firmaron una carta al Secretario del Tesoro de los Estados Unidos Steve Mnuchin y al Secretario de Estado interino John J. Sullivan expresando "profunda preocupación" por un informe de las Naciones Unidas que expone "la evasión de sanciones de Corea del Norte que involucra a Rusia y China" y afirmando que los hallazgos "demuestran una elaborada y alarmante aventura militar entre estados rebeldes y tiránicos para evitar las sanciones internacionales y de Estados Unidos e infligir terror y muerte a miles de personas inocentes", al tiempo que calificó de "imperativo que Estados Unidos proporcione una respuesta rápida y apropiada al uso continuo de armas químicas utilizadas por el presidente sirio Bashar al-Assad y sus fuerzas, y trabaja para abordar las deficiencias en la aplicación de sanciones".
En enero de 2019, Kennedy fue uno de los 11 senadores republicanos que votaron para promover la legislación destinada a bloquear la intención de Trump de levantar las sanciones contra tres empresas rusas.

## Vida personal
Kennedy reside Madisonville en las afueras de Nueva Orleans con su esposa, Becky. Es miembro fundador de su iglesia metodista local en Madisonville. A pesar de compartir el nombre y apellido del 35° presidente de los Estados Unidos, no es relacionado con la familia Kennedy de Massachusetts.

## Publicaciones seleccionadas
Kennedy ha escrito y publicado los siguientes libros y artículos:
- "La Comisión Federal de Energía, el sesgo laboral y la NAACP v. FPC". Akron Law Review' ', vol. 10, núm. 556 (1 de enero de 1977).
- "Asunción del riesgo, culpa comparativa y responsabilidad objetiva después de Rozell". (47 Louisiana Law Review, Vol. 57, No. 791 (1 de enero de 1987).
- "Introducción a la Ley de responsabilidad por productos defectuosos de Luisiana" Louisiana Law Review, vol. 49, núm. 565 (1 de enero de 1989).
- La Dimensión del Tiempo en la Ley de Responsabilidad por Productos de Luisiana (42 Louisiana Bar Journal (1 de enero de 1994)
- "Papel de la Prueba de Expectativas del Consumidor Bajo la Doctrina de Responsabilidad Civil de Productos de Luisiana". Revisión de la Ley de Tulane, vol. 69, núm. 1 (1994-1995), págs. 117–164.
- Ley Constitucional del Estado de Luisiana. Instituto de Publicaciones LSU (1 de enero de 2012)